# جامع الخفافين
جامع الخفافين من مساجد بغداد التراثية الأثرية، وكان يسمى جامع الصياغ لأنه يقع في محلة الصاغة، ولقد بني قبل حوالي ثمانية قرون، وذكر إنه تم بناؤه من قبل زمرد خاتون والدة الخليفة الناصر لدين الله العباسي المتوفاة في عام 559هـ/ 1202م، ويقع في جانب الرصافة من بغداد على ضفاف نهر دجلة، قرب شارع النهر في سوق القماش وقرب باب الأغا، وآخر تجديد للجامع في عام 1393هـ/ 1973م، وتبلغ مساحة الجامع 1000م2 حيث يحتوي على مصلى واسع يتسع لأكثر من 700 مصل.
وتعلو المبنى منارة مئذنة تاريخية ذات حوض واحد، ويحتوي رواق الجامع على إيوانات أثرية باقية لحد الآن، وخارج الحرم ساحة طارمة واسعة وأمام الباب الخارجي للجامع يوجد مقهى تراثي جميل، ويحتوي على منبر قديم، ويوجد فيه محراب أثري مزين بالكاشي الكربلائي، وتقام فيهِ صلاة الجمعة والصلوات الخمس، والجامع مستلم من قبل ديوان الوقف السني في العراق. 

## سبب التسمية
وترجع سبب تسمية الجامع بجامع الصياغ لأنه يقع في محلة الصياغ في سوق الصاغة، وبعدها انتقل منها الصياغ بعد أن زاحمهم الخفافون (وهم صناع الخفاف وهي ضرب من أنواع الاحذية) في سوقهم المجاور للجامع، فبقي حول الجامع اصحاب مهنة صناعة الخفاف فسمي بعد ذلك بجامع الخفافين، وسمي السوق بسوق الخفافين.